# Réserve naturelle nationale des landes de Versigny
La réserve naturelle nationale des landes de Versigny (RNN124) est une réserve naturelle nationale située dans le département de l'Aisne, près de Laon, dans les Hauts-de-France. Classée en 1995, pour une surface de 92 ha, elle a été étendue en 2017. Elle occupe une surface de 107,59 hectares et protège un ensemble de landes sèches et humides.

## Localisation

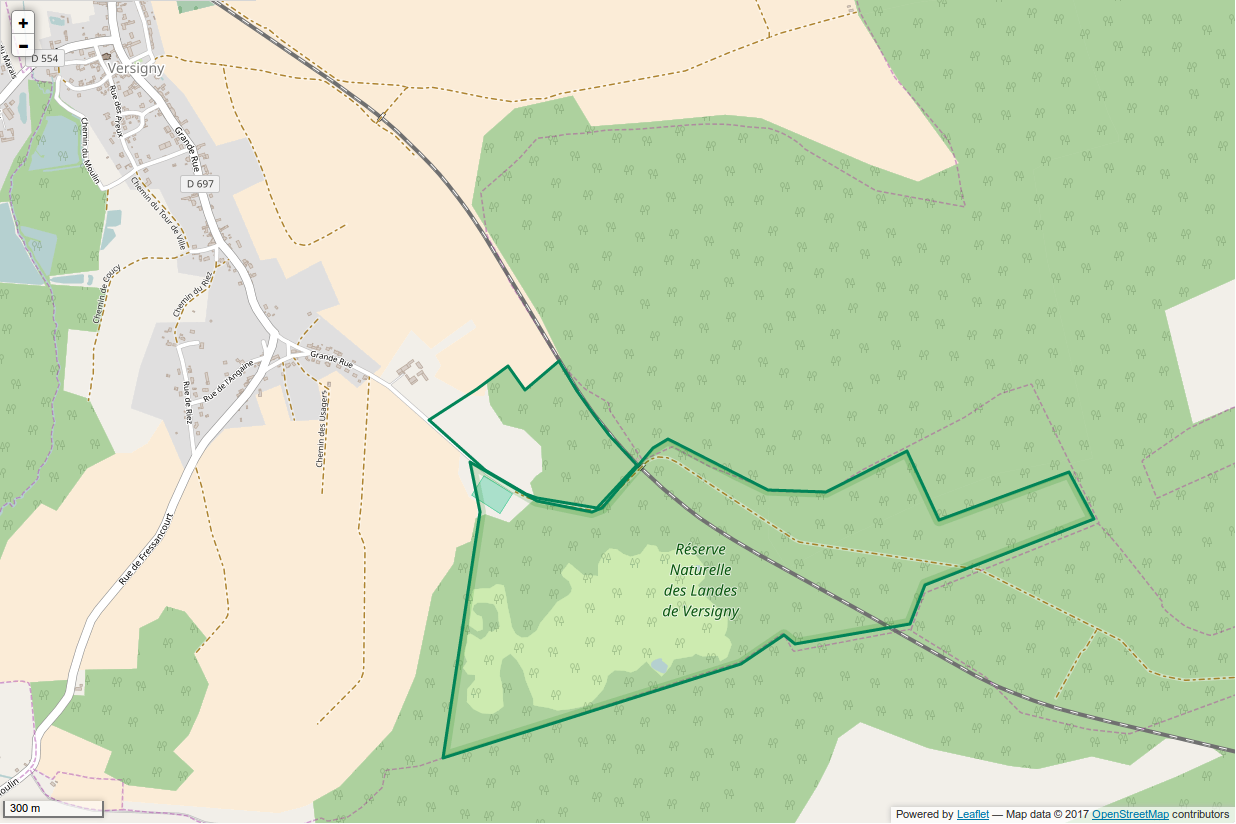
Périmètre de la réserve naturelle.

Le territoire de la réserve naturelle est dans le département de l'Aisne, sur la commune de Versigny. Il occupe 107,59 ha à 15 km au nord de Laon et à proximité des collines du Laonnois et de la forêt de Saint-Gobain.

## Histoire du site et de la réserve
Les landes sèches à humides de Versigny sont le cœur de cette réserve. Elles accueillent un grand nombre d’espèces qui trouvent là un dernier refuge. Près de 300 espèces de végétaux supérieurs ont été dénombrées.

## Écologie (biodiversité, intérêt écopaysager…)

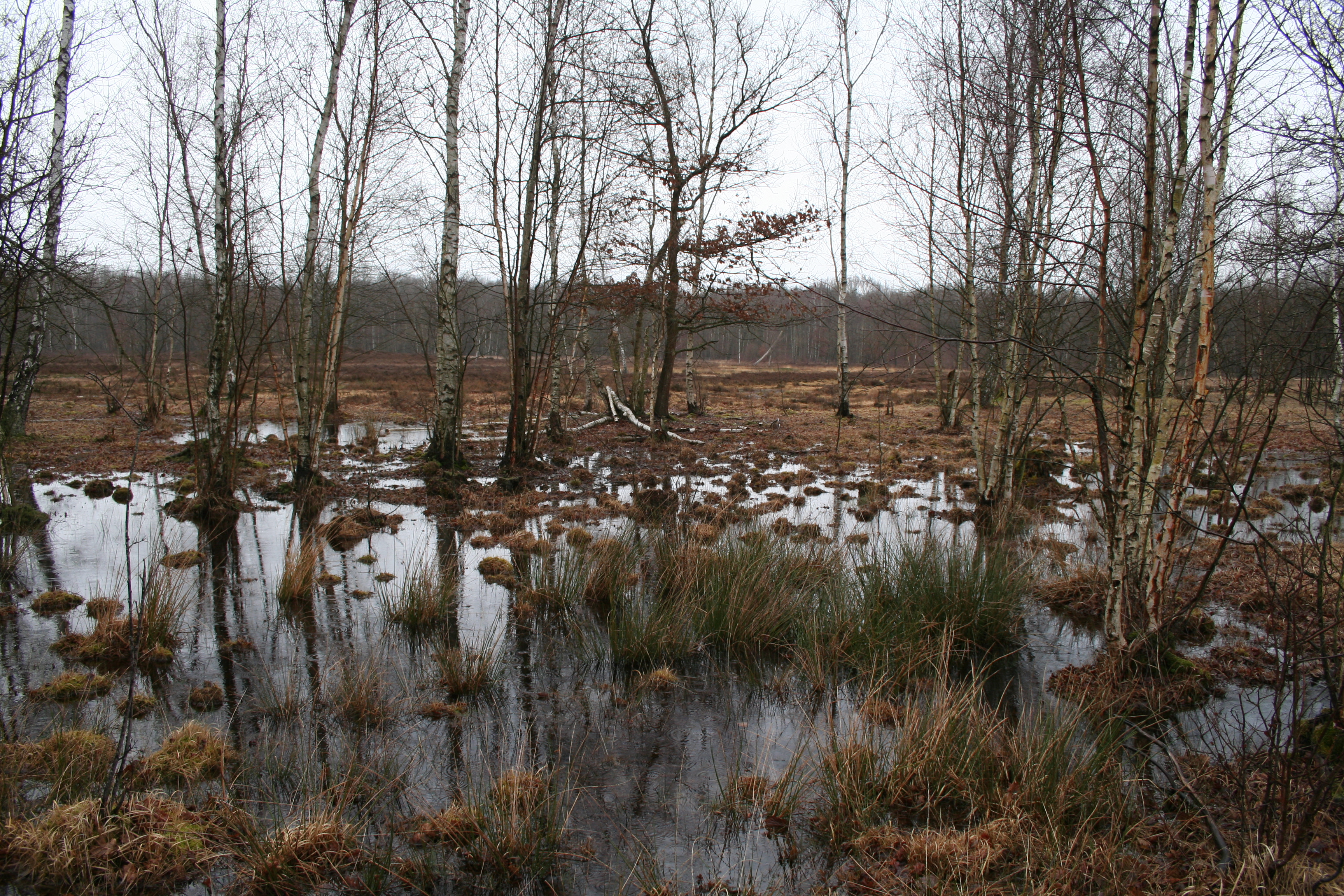
Boisements humides.

On trouve sur le site un ensemble de dunes et buttes à sphaignes ainsi qu'une grand variété de milieux : landes sèches et humides, prairies et pelouses, tourbières, haut et bas-marais.

### Flore
La flore compte le Rossolis à feuilles rondes, le Lycopode inondé, la Bruyère à quatre angles et la Callune.

### Faune
Parmi les espèces rencontrées sur le site, mentionnons la Vipère péliade, le Muscardin, la Bécasse des bois, la Cicindèle champêtre et la Decticelle des bruyères.

## Intérêt touristique et pédagogique
L'accès au site est libre dans le respect de la réglementation.

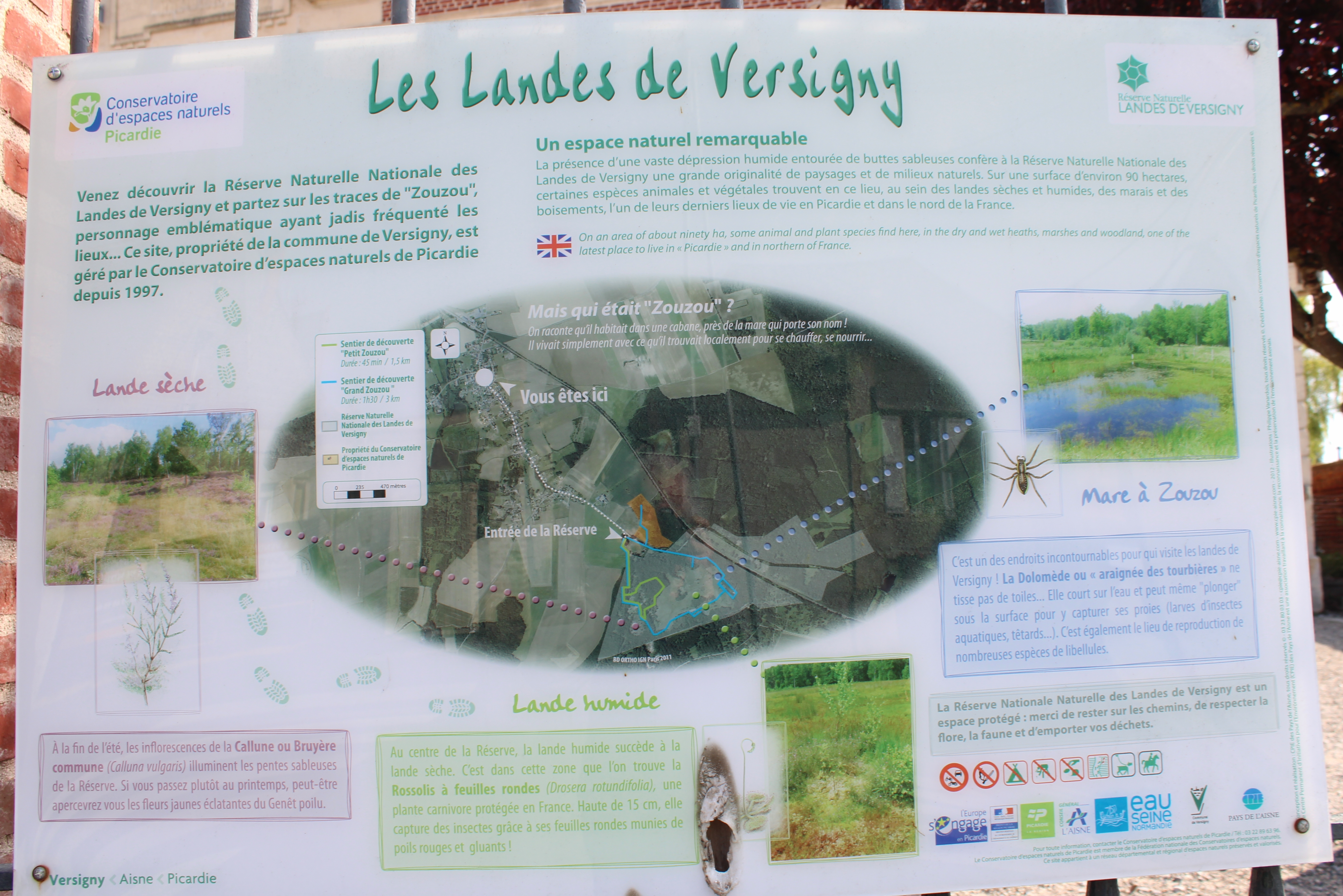
Panneau d'informations devant la mairie.

## Administration, plan de gestion, règlement
Le Conservatoire d'espaces naturels de Picardie est le gestionnaire de cette réserve naturelle. Le propriétaire est la commune de Versigny.

### Outils et statut juridique
La réserve naturelle a été créée par le décret n°95-738 du 10 mai 1995.
Le décret n°2017-403 du 27 mars 2017 a étendu la surface de 92 ha à 107,59 ha.
Le réseau Natura 2000 intervient sur ce site (code: FR2200391) classé en SIC depuis mars 1999 sur une surface de plus de 220 ha. La réserve naturelle fait également partie de la ZPS no FR2212002 « Forêts picardes : Massif de Saint-Gobain » depuis avril 2006 sur une surface de plus de 11 000 ha.
La Directive habitats vise à assurer la préservation des biotopes européennes en maintenant en bon état de conservation un réseau de sites abritant les habitats naturels et les espaces de la faune et de la flore sauvages d’intérêt communautaires, c’est-à-dire typiques et rares en Europe.